# جائزة أفضل لاعب كرة قدم في العالم 1996

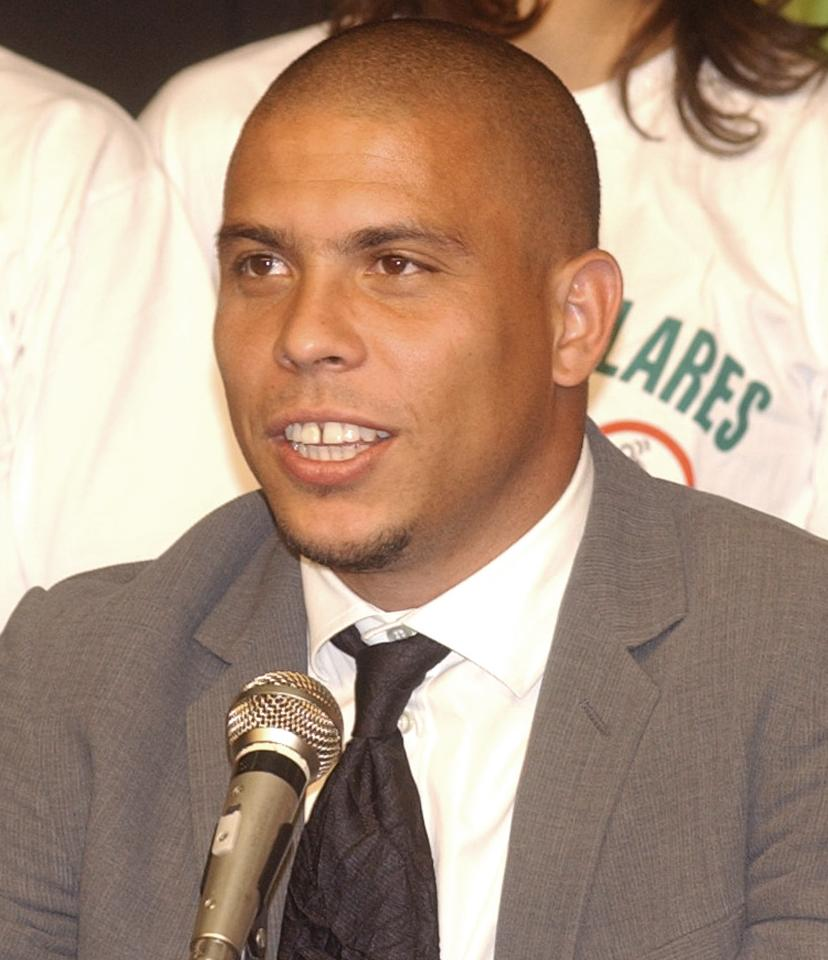

فاز بجائزة أفضل لاعب كرة قدم في العالم 1996 البرازيلي رونالدو.